# Natalia Janotha
Natalia Janotha (8 de junio de 1856 – 9 de junio de 1932) fue un pianista, compositora y alpinista polaca.

## Biografía
Natalia Janotha nació en Varsovia, Polonia. Fue hija de Juliusz Janotha, quien también fue compositor y profesor en el Instituto de Música de Varsovia. Comenzó a tomar lecciones de piano con su padre a una edad temprana y luego estudió música en Berlín con Ernst Rudorff y Woldemar Bargiel, así como con Clara Schumann, y posiblemente recibió lecciones de Johannes Brahms. Realizó su primer recital en 1868 y realizó una gira por Europa como concertista de piano.
Era conocida como intérprete de la música de Chopin, cuya hermana era muy amiga de su madre; y recibió consejos de la alumna de Chopin, la princesa Czartoryska, nacida Radziwill. En 1885 se convirtió en pianista de la Corte Imperial de Berlín. Se hizo conocida como alpinista, a veces con pantalones de hombre. En 1883 se convirtió en la primera mujer en ascender Gerlach, la montaña más alta de los Cárpatos.
Vivió en Londres durante unos años, pero fue deportada en 1915 debido a las circunstancias políticas de la Primera Guerra Mundial, por ser la pianista de la corte alemana. Después emigró a La Haya, donde tocó el piano como acompañante de la bailarina Angèle Sydow.
Murió en La Haya el 9 de junio de 1932. Unos días después, se celebró un funeral en la iglesia de Jacob en Parkstraat y fue sepultada en el cementerio de Kerkkhoflan, informó un periódico de La Haya.
Mary Drew dijo: "Me alegra mucho saber que la señorita Janotha está ayudando a interpretar a Chopin, a quien venera tan profundamente, porque estoy segura de que nadie vivo es más competente para hacerlo".

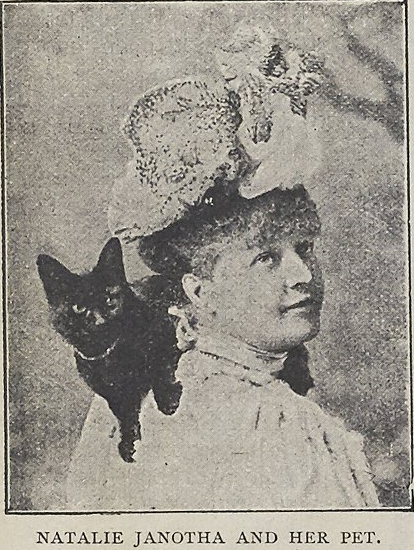
Natalia Janotha y "Prince White Heather" (The Girl's Own Paper, Volumen 23. Edición 1137.1901-10-12, p.20)

Era conocida por tener un gato negro, llamado "Prince White Heather", que significa buena suerte.
Harold C. Schonberg dijo que era conocida por interpretar el piano solamente mientras su perro estuviera en el escenario a su vista y se colocara un libro de oraciones en el piano. También dijo, después de escucharla tocar (Gavotte impériale, grabada en 1904), "una pieza de música chillona y divertida, y la toca con gran entusiasmo".

## Obra
Janotha compuso alrededor de 400 obras, la mayoría para piano. Las obras seleccionadas incluyen:
- Escenas de montaña, dedicada a Schumann
- Gavotte impériale (1890)
- Deutscher Kaiser Marsch : op. 9 (1895)
- Tatras
- La impresión de Zakopane
- Morskie Oko
- Sabala
- Gerlach
- Kościelisko
- Bandit
- Polonaise funèbre : pour piano : op. 100 (1928)
- Cadenzas para el Concierto para piano de Beethoven en sol : Op. 58

Natalie Janotha también tradujo y editó libros sobre temas relacionados con Chopin, que incluyen:
- Chopin's Greater Works (Preludes, Ballads, Nocturnes, Polonaises, Mazurkas): How they should be understood (incluyendo notas de Chopin para un 'Método de métodos'[19]) por Jan Kleczyński  (William Reeves, London: Charles Scribner's Sons, New York, sin fecha (1st Edn c. 1895, 2nd c. 1900)). (Últimas lecturas de Kleczynski, dictadas en Varsovia en 1883.)
- Chopin as revealed by extracts from his diary by Stanisław Tarnowski (William Reeves, London, sin fecha (c.1905)).